# Бразос Кантри (Тексас)
Бразос Кантри (енгл. Brazos Country) град је у америчкој савезној држави Тексас. По попису становништва из 2010. у њему је живело 469 становника.

## Демографија
Према попису становништва из 2010. у граду је живело 469 становника.
| Група             | 2000.  | 2010.       |
| Белци             | . (.%) | 424 (90,4%) |
| Афроамериканци    | . (.%) | 6 (1,3%)    |
| Азијати           | . (.%) | 1 (0,2%)    |
| Хиспаноамериканци | . (.%) | 28 (6,0%)   |
| Укупно            | .      | 469         |